# Sompuis
Sompuis is een gemeente in het Franse departement Marne (regio Grand Est) en telt 284 inwoners (2004). De plaats maakt deel uit van het arrondissement Vitry-le-François.

## Geografie
De oppervlakte van Sompuis bedraagt 43,0 km², de bevolkingsdichtheid is 6,6 inwoners per km².
De onderstaande kaart toont de ligging van Sompuis met de belangrijkste infrastructuur en aangrenzende gemeenten.

## Demografie
Onderstaande figuur toont het verloop van het inwonertal (bron: INSEE-tellingen).